# Scintillona bellerophon
Scintillona bellerophon är en musselart som beskrevs av O'Foighil och Gibson 1984. Scintillona bellerophon ingår i släktet Scintillona och familjen Galeommatidae. Inga underarter finns listade i Catalogue of Life.